# 277106 Forgó
(277106) Forgó, denumire internațională (277106) Forgo, este un asteroid din centura principală de asteroizi.

## Descriere
277106 Forgó este un asteroid din centura principală de asteroizi. A fost descoperit pe 1 aprilie 2005 la Piszkesteto de Krisztián Sárneczky. Asteroidul prezintă o orbită caracterizată de o semiaxă mare de 3,22 ua, o excentricitate de 0,11 și o înclinație de 3,1° în raport cu ecliptica.